# مجزرة المطعم التايلندي
مجزرة المطعم التايلندي أو مجزرة حي الرمال هي مجزرة وقعت في عصر يوم الأربعاء 7 مايو 2025، حين استهدفت طائرات الاحتلال الإسرائيلي بصاروخين في نفس التوقيت مطعما وسوقا شعبيا مكتظا بالمدنيين في حي الرمال غربي مدينة غزة، كانت حصيلة الشهداء 20 ثم ارتفعت إلى 25 شهيداً و32 شهيداً. وزارة الصحة في غزة أكدت ارتقاء 33 شهيداً وإصابة 86 وأن الحصيلة مرشحة للارتفاع.